# 汎用機オペレータ
汎用機オペレータは主に大型汎用機（メインフレーム）の運用・管理・保守を専門とするコンピュータ技術者。

## 勤務内容など
企業や使用メーカー、機器によって若干内容は異なるが具体例としては
- システム運用、管理、保守
- オンラインシステム監視
- 複数のジョブ（バッチ）の管理
- データのインプット（キー入力、オープンリール、カートリッジ等）
- データのアウトプット（紙媒体、オープンリール、カートリッジ等）

システム開発者の指示によりスクリプト言語（JCL等）の修正を行う場合もある。

## 就業形態
自社に汎用機のデータセンターを持ち、受託計算を事業として営む企業の場合は、社内で働く形になる。一方、自社に汎用機を持たずに技術者を抱える企業の場合は、他社に派遣される形になる。
勤務場所の例としては、オンライン業務が必要な銀行などの金融機関、交通機関等の大型のデータセンターなどがある。また基本的に汎用機は24時間365日運用である為、昼夜間の交代勤務がある場合がほとんどである。

### 請負
システム開発、運用を専門とする企業が他の企業、またはグループ会社のシステム運用管理を請け負っている形。
請け負った企業内でのシステム運用管理が主な仕事

### 派遣
他のシステム開発運用会社が請け負った会社に派遣されての勤務。ほとんどの中小IT企業はこの形態。
親請、下請の関係が現場で起きているので同様の仕事内容でも給与面、待遇などに差があり問題視する声も多く従業員の就業意欲低下にも繋がっている。また派遣先企業からの2次3次派遣も珍しくない。

## 就職
- 新卒の場合、情報処理・IT関連の専門学校や商業系の高等学校から就職者が多い。
- コンピュータ技術者関連の職の中では比較的就職しやすく中にはオペレータからシステムエンジニアやプログラマ等を目指す人も多い。中途採用でも数多くの企業が求人を行っており未経験の場合も大丈夫な場合が多く、異業種からの転職者も多い。
- 情報処理技術者試験、また各団体が主催するパソコン検定（P検）、情報検定（J検）、情報処理検定等の資格があれば就職時有利である。

## 現状
- 他のコンピュータ関連職同様離職者も少なくない。退職後はIT関連ではなく異業種への転職者も多い[要出典]。
- 企業の統合等で勤務場所の総数は若干ではあるが減少している[要出典]。
- 近年[いつ?]災害等のリスク回避のため都市圏だけでなくバックアップの為の施設を各地で稼動させている企業が多い[要出典]。
- オペレーションマニュアル等が用意されており、業務遂行は比較的容易。しかし逆に転職に有利なスキルを得ることは皆無に近い。